# REDD (Sängerin)
REDD (* 25. Januar 1989 in Großbritannien als Amy Louise Aldred) ist eine britische Sängerin, die durch ihre Teilnahme bei X-Factor bekannt wurde.

## Werdegang
REDD begann sich im Alter von elf Jahren nach Musik zu orientieren. Nach dem Abschluss ihrer Ausbildung an der University of Bolton begann sie ihre Musikalische Karriere als Mitglied der Girlgroup Rio. Zusammen traten sie in verschiedenen Kneipen, Clubs oder auf Weihnachtskonzerten auf.
Bekannt wurde sie im Jahr 2010 durch die Teilnahme an der britischen Castingshow X-Factor. Daraufhin wurde sie vom Plattenlabel Kontor Records unter Vertrag genommen.
Im Herbst 2011 erschien ihre erste Single I’m Day Dreaming, die sie zusammen mit R&B-Star Akon und dem Rapper Snoop Dogg aufnahm. Das Lied ist ein Remix des gleichnamigen Songs von DJ Drama. I’m Day Dreaming stieg in Finnland bis an die Chartspitze und erreichte in Japan Platz 2. Der Song ist auf dem Sampler Kontor Top Of The Clubs 2012.01 enthalten.
Daraufhin arbeitete sie zwei Jahre später zusammen mit Pitbull und Qwote an ihrer zweiten Single, die den Namen Bedroom trägt. Sie erschien im am 16. März 2012 und erreichte in den deutschsprachigen Ländern die obere Charthälfte. Der Song ist auf dem Sampler Kontor House of House Vol. 15 zu finden.
Beide Singles wurden von Schweizer DJ David May sowohl produziert als auch geremixt.

## Diskografie
Singles
| Jahr | Titel                              | Anmerkungen                               |
| ---- | ---------------------------------- | ----------------------------------------- |
| 2011 | For a Fool                         | Polo feat. Redd                           |
| 2011 | I’m Day Dreaming                   | feat. Snoop Dogg & Akon                   |
| 2012 | Bedroom                            | mit Qwote feat. Pitbull                   |
| 2012 | Falling (BNC21)                    | Butchy Dutchy feat. Redd & Leon Hayward   |
| 2013 | Moments                            | Supasound, Redd                           |
| 2013 | Dream Away                         | Diablo feat. Redd                         |
| 2013 | Let Her Go                         | Lockout feat. Redd                        |
| 2013 | Glass Pyramids                     | Vanilla Gorillaz feat. Redd               |
| 2013 | My World                           | Novaspace feat. Redd                      |
| 2014 | Rock My World                      | Redd, Mike Soul                           |
| 2015 | Hey Now                            | Starman & Wiggy feat. Redd                |
| 2015 | Take Me Away (Rough Traders Remix) | Marco J feat. Redd                        |
| 2015 | Give It To Me                      | Xamplify feat. Redd                       |
| 2015 | One Life To Live                   | Redd feat. Sovereignty & Vanilla Gorillaz |
| 2019 | In My Dreams                       | Jayrok feat. Redd                         |